# Zenarchopterus robertsi
Zenarchopterus robertsi là một loài cá thuộc họ Hemiramphidae. Chúng là loài đặc hữu của Papua New Guinea.